# VinFast VF 8
VinFast VF 8 – elektryczny samochód osobowy typu crossover klasy średniej produkowany pod wietnamską marką VinFast od 2022 roku.

## Historia i opis modelu

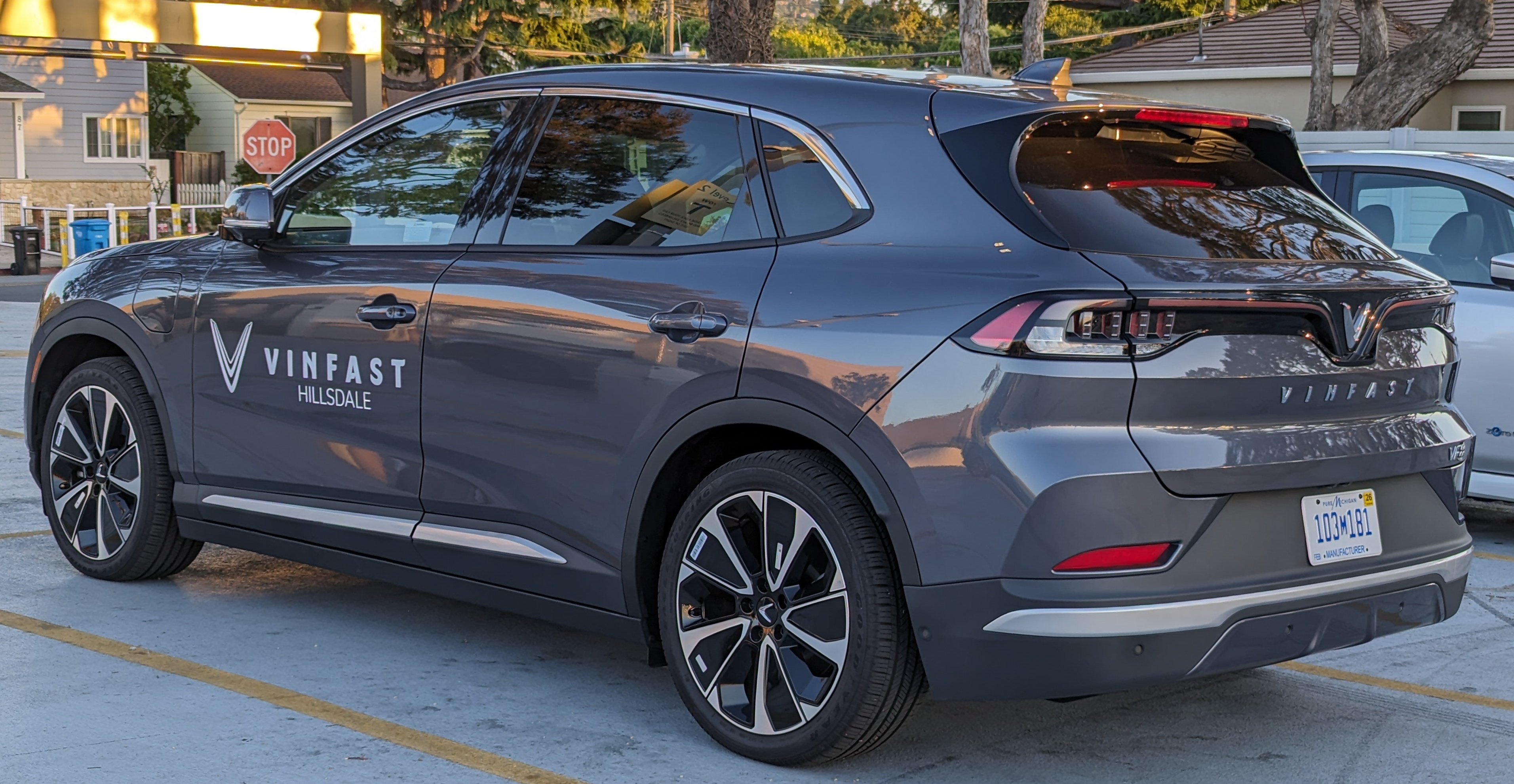
amerykański VinFast VF 8 - tył

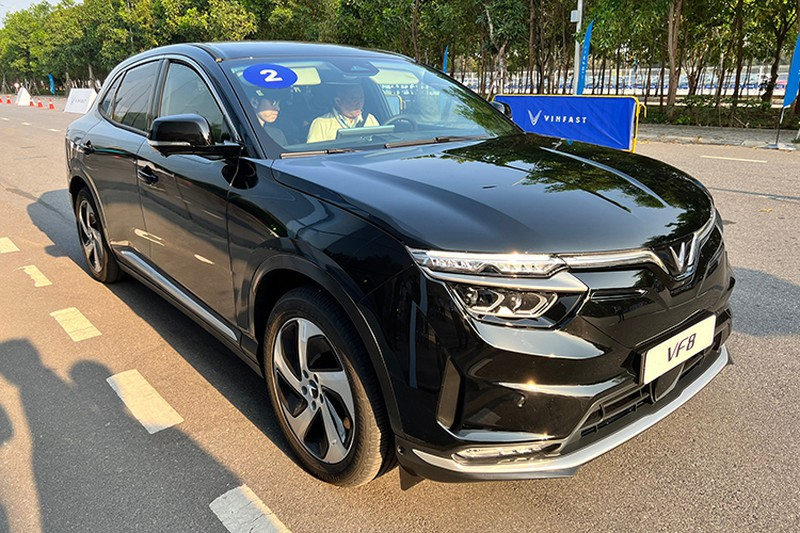
wietnamski VinFast VF 8

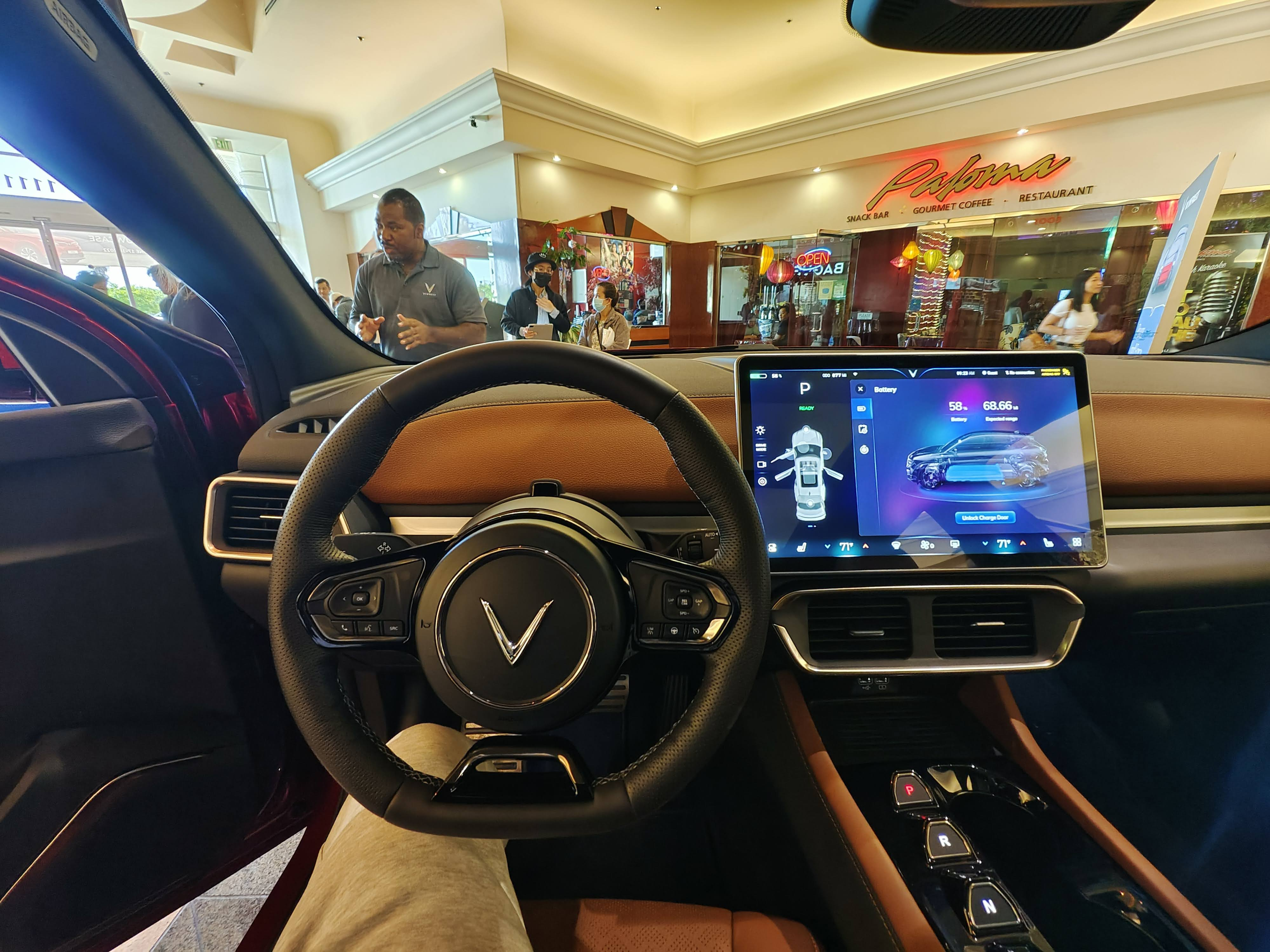
VinFast VF 8 - kokpit

Model VF32 zadebiutował w drugiej połowie stycznia 2021 roku jako element ofensywy wietnamskiego startupu VinFast wśród samochodów elektrycznych, będących zarazem wstępem do globalnej ekspansji. Podobnie jak mniejszy VF e34 i większy VF9, VinFast VF 8 jest crossoverem, który jest utrzymany w krągłych proporcjach łączących chromowane ozdobniki z podwójnym pasem reflektorów w przedniej części nadwozia. Wąskie diody LED do jazdy dziennej są oddzielone chromowaną poprzeczką, pod którą znalazła się pozostała część reflektorów.
Deska rozdzielcza jest utrzymana w dwubarwnej estetyce, wyróżniając się awangardowo zaprojektowanymi przełącznikami trybów jazdy w tunelu środkowym, a także obszernym dotykowym wyświetlaczem systemu multimedialnego, zintegrowanego nie tylko z funkcją sterowania m.in. radiem, klimatyzacją czy nawigacją, ale także głównymi funkcjami pojazdu. Wzorem konkurencyjnej Tesli, centralny wyświetlacz przejął także funkcję zegarów (m.in. wskazania prędkości i stopień naładowania akumulaotra).
Wzorem mniejszego modelu VF e34, w lipcu 2021 roku VinFast zdecydował się dokonać korekty nazwy modelu VF32 na VinFast VF e35. Informacja ta została ogłoszona równolegle z przedstawieniem planu ekspansji rynkowej VinFasta na rynkach globalnych. Zgodnie z jego założeniem VF e35 ma być jednym z dwóch wiodących modeli. W 2022, przy okazji amerykańskiej premiery, nazwę ponownie skorygowano – tym razem na prostsze VinFast VF 8.
Charakterystycznym rozwiązaniem zastosowanym w układzie napędowym zostały baterie chińskiej firmy CATL, które są wyposażone w możliwość łatwego demontażu i wymiany. Zgodnie z początkowymi założeniami na rynku amerykańskim klient miał kupować cały samochód poza akumulatorami – ten element podlegać miał domyślnej subskrybcji, z czego jednak ostatecznie się wycofano po krytycznych głosach.

### Sprzedaż
VinFast rozpoczął zbieranie zamówień na VF 8 we wrześniu 2021 roku najpierw na rodzimym rynku wietnamskim, z pierwszymi egzemplarzami dostarczonymi tam w lutym 2022 roku. Pojazd uwzględniono też w planie ekspansji firmy VinFast na rynkach globalnych. Model miał trafić docelowo do sprzedaży m.in. w Europie, Stanach Zjednoczonych oraz Australii. Najpierw, w styczniu 2022, został zaprezentowany wariant w amerykańskiej specyfikacji. Producent wyraził wówczas chęć, by egzemplarze sprzedawane w regionie Ameryki Północnej pochodziły z nowej, miejscowej fabryki. Na lokalizację tejże wietnamskie przedsiębiorstwo wybrało teren w Hrabstwie Chatham w Karolinie Północnej – po rozpoczęciu budowy w lipcu 2023, początek działalności wyznaczono na połowę 2024 roku. W międzyczasie, pod koniec lutego 2023 rozpoczęła się regularna sprzedaż samochodu w Stanach Zjednoczonych. Dopóki budowa fabryki nie zostanie sfinalizowana, wszystkie egzemplarze pochodzą z wietnamskiej fabryki w Hajfong, które są stamtąd transportowane drogą morską. 
Tuż po rozpoczęciu sprzedaży i udostępnieniu pierwszych egzemplarzy z parku prasowego producenta, wiosną 2023 roku w amerykańskiej prasie samochód spotkał się z falą krytyki zakrojonej na szeroką skalę. Dziennikarze motoryzacyjni zwracali uwagę na szereg nieprawidłowości w funkcjonowaniu pojazdu i jego ogólne niedopracowanie. Punktowano m.in. wadliwie działającego asystenta jazdy, usterki oprogramowania, źle zestrojony układ zawieszenia (wywołujący nadmierne bujanie), jak również niecodzienny dźwięk kierunkowskazów. Fala negatywnych recenzji zbiegła się z informacjami o niewielkiej popularności samochodów wśród amerykańskich nabywców – w lipcu 2023 portal Carscoops poinformował, że spośród 3 tysięcy samochodów przetransportowanych z Wietnamu między styczniem a majem 2023 VinFast sprzedał tylko 128 egzemplarzy. Czynnikami utrudniającymi konkurencyjność pojazdu były m.in. relatywnie wysoka cena 55 500 dolarów za podstawowy egzemplarz, a także mały maksymalny zasięg 288 kilometrów, który dopiero po debiucie zwiększono do 333 kilometrów dzięki zamontowaniu większego akumulatora.

### Dane techniczne
|                       | Eco Standard Range | Eco Extended Range | Plus Standard Range | Plus Extended Range |
| --------------------- | ------------------ | ------------------ | ------------------- | ------------------- |
| Napęd                 | AWD                | AWD                | AWD                 | AWD                 |
| Zasięg (WLTP)         | 405 km             | 425 km             | 400 km              | 425 km              |
| Pojemność baterii     | 84 kWh             | 90 kWh             | 84 kWh              | 90 kWh              |
| Moc ładowania (DC)    | 150 kW             | 150 kW             | 150 kW              | 150 kW              |
| Moc ładowania (AC)    | 11 kW              | 11 kW              | 11 kW               | 11 kW               |
| Masa całkowita        | 2100 kg            | 2200 kg            | 2150 kg             | 2250 kg             |
| Moc                   | 354 KM             | 354 KM             | 408 KM              | 408 KM              |
| Maks. moment obrotowy | 500 Nm             | 500 Nm             | 620 Nm              | 620 Nm              |
| 0–100 km/h            | 5,9 s              | 5,9 s              | 5,5 s               | 5,5 s               |
| V-max                 | 200 km/h           | 200 km/h           | 200 km/h            | 200 km/h            |